# Соціальна динаміка
Соціальна динаміка (або соціодинаміка) може стосуватися поведінки груп, яка виникає в результаті взаємодії окремих членів групи, а також вивчення взаємозв'язку між індивідуальними взаємодіями та поведінкою групового рівня. Область соціальної динаміки об'єднує ідеї з економіки, соціології, соціальної психології та інших дисциплін, і є під-областю науки про складні адаптивні системи, або науки про поведінку складних систем. Базове припущення поля полягає в тому, що індивіди впливають на поведінку один одного. Поле тісно пов'язане з системною динамікою. Як і системна динаміка, соціальна динаміка торкається змін у часі та підкреслює роль зворотних зв'язків. Проте в соціальній динаміці індивідуальні вибори та взаємодія, як правило, розглядаються як джерело сумарного рівня поведінки, тоді як системна динаміка свідчить про те, що структура зворотних зв'язків та накопичень відповідає за динаміку системного рівня. Дослідження в полі зазвичай використовують поведінковий підхід, допускаючи, що індивіди є обмежено раціональними і діють в межах локальної інформації. Математичне та комп'ютерне моделювання є важливими інструментами для вивчення соціальної динаміки. Оскільки соціальна динаміка зосереджує увагу на індивідуальному рівні поведінки та визнає важливість неоднорідності між індивідами, строгі аналітичні результати часто неможливі. Натомість використовуються методи апроксимації, такі як середні наближення поля в статистичній механіці або цифрове моделювання, які використовуються, щоб зрозуміти поведінку системи. На відміну від більш традиційних підходів у економіці, послідовники соціальної динаміки часто цікавляться нерівноважною чи динамічною поведінкою. Тобто поведінкою, яка змінюється з часом.

## Теми
- Соціальні мережі
- Дифузія інновацій
- Кооперація
- Соціальна норма

## Подальше читання
- Easley, David; Klienberg, Jon (2010). Networks, Crowds, and Markets. New York, NY: Cambridge University Press. ISBN 978-0-521-19533-1.
- Jackson, Matthew O. (2008). Social and Economic Networks. Princeton, NJ: Princeton University Press. ISBN 978-0-691-13440-6.